# Крюков, Александр Александрович (декабрист)
Александр Александрович Крюков (1793—1866) — декабрист, поручик лейб-гвардии Кавалергардского полка , адъютант графа Витгенштейна. Брат декабриста Н. А. Крюкова.

## Биография

### Ранние годы
Из дворян Тульской губернии. Отец — нижегородский губернатор Александр Семёнович Крюков (умер в 1844 году), мать — англичанка Елизавета Ивановна Манжете (ум. 13.04.1854).
Воспитывался в Петербурге в пансионах Криля (1803) и Мейера (1804) и в Немецком училище Святого Петра (1805—1811).

### Служба
В службу вступил (скорее всего, был записан): по формулярному списку — в Государственную коллегию инспекторских дел 15 декабря 1805 года; по собственным показаниям — в Коллегию иностранных дел в 1807 году. 
10 декабря 1812 года был уволен в Нижегородский конный полк нижегородского ополчения ролчегм переименованием в корнеты. Участник заграничных походов 1813—1814 годов. После роспуска ополчения переведён тем же чином в Ольвиопольский гусарский полк — 14 августа 1815 года, поручик — с 23 мая 1817 года. Назначен адъютантом к главнокомандующему 2-й армии графу Витгенштейну — 30 января 1819 года. Переведён в лейб-гвардии конно-егерский полк — 08.02.1820; в Кавалергардский полк — 11.01.1822.

### Декабрист
Член Союза благоденствия с 1820 года и Южного общества. Сам принял в Южное общество двух членов. Участвовал в совещании в Тульчине, на котором было принято решение о роспуске Союза благоденствия и о создании Южного общества. Разделял цель Южного общества о введении республиканского правления и революционный способ действия.
Приказ об аресте от 18 декабря 1825 года, арестован 30 декабря. Доставлен из Тульчина в Петербург, на главную гауптвахту 8 января 1826 года, на следующий день переведен в Петропавловскую крепость. На допросах был не откровенен.
Осуждён, как и брат Н. А. Крюков, по II разряду и по конфирмации 10 июля 1826 года приговорён к каторжным работам на 20 лет, срок сокращён до 15 лет — 22 августа 1826 года. Отправлен из Петропавловской крепости в Сибирь — 19 января 1827 года. Наказание отбывал в Читинском остроге и Петровском заводе. Срок сокращен до 10 лет 8 ноября 1832 года. На каторге в Петровском Заводе много читал, писал воспоминания.
Вместе с братом Николаем Крюковым отправлен досрочно на поселение в с. Онашино Енисейской губернии в декабре 1835 года. Через год оба переселены в город Минусинск, имели собственный дом. Организовали высокодоходное хозяйство, занимались земледелием, скотоводством. Ходатайство о переводе на Кавказ рядовыми, которые подавались ими, отцом и сестрой в 1840 и 1841 году, были отклонены. По ходатайству матери разрешено вступить в гражданскую службу в Сибири, канцелярским служителем 4 разряда в 1852 году. Александр Крюков — коллежский регистратор (1858). После смерти матери осталось 65 тысяч рублей и дом в Нижнем Новгороде.
Жена (семейные отношения без заключения брака с 1841 года, обвенчаны 2 февраля 1853 года) — Анна Николаевна Якубова, крестьянка Лифляндской губернии, сослана в Сибирь на поселение за убийство своего незаконного ребёнка. После отбытия срока перечислена в 1852 году в крестьянки Енисейской губернии.
После амнистии 26 августа 1856 года Крюков приезжал на родину и с особого разрешения жил у своей сестры в Москве, а весной 1858 года уехал обратно в Минусинск к своей семье. 
Разрешено выехать в Европейскую Россию в 1859 году. Жил с семьёй в Киеве. 
Разрешено выехать за границу с детьми в 1865 году. 
Последние годы жизни Крюков провел в Брюсселе, где и умер от холеры.